# Hemipiliopsis
Hemipiliopsis là một chi thực vật có hoa trong họ Lan.